# Мортон Фелдман
Мортон Фелдман (інколи Фельдман або Фелдмен, англ. Morton Feldman, 12 січня 1926, Нью-Йорк — 3 вересня 1987, Баффало) — американський композитор. Представник мінімалізму; запровадив власну графічну нотацію.

## Біографія
Мортон Фелдман народився у Брукліні (США) в сім'ї єврейських емігрантів з Києва. На початку своєї кар'єри він дистанціювався від традиційної академічної освіти, працюючи в бізнесі його сім'ї. Навчався композиції приватно: спочатку в Уоллінгфорда Ріггера, згодом у Стефана Вольпе. Останній навчався у Німеччині у Бузоні, Шерхена і Веберна. Від свого вчителя Фелдман перейняв захоплення нововіденською школою і додекафонною технікою. Викладати розпочав у New York Studio School (1969—71).
1973 року Фелдмана запросили викладати композицію в Університеті в Буффало (SUNY, Buffalo), де він пропрацював до самої смерті. Серед його учнів: Джуліус Істмен, Буніта Маркус, Барбара Монк та ін.

## Творчість
На власні творчі пошуки на початку 50-х рр. Фелдмана надихнуло спілкування з американськими композиторами-авангардистами: Джоном Кейджем, Ерлі Брауном, Крістіаном Вольфом і Девідом Тудором. Особливе враження на нього справив Джон Кейдж, з його захопленням естетикою дзен-буддизму. Не менший вплив на нього мали нью-йоркські живописці: абстракціоністи та експресіоністи. Марк Ротко, Джексон Поллок, Франц Клайн і особливо Філіпп Густон надихнули Фелдмана уявляти абсолютно новий звуковий світ, відмінний від того, який він коли-небудь чув.
Фелдман є представником так званої мінімалістичної музики, яка прагне передати ідею за допомогою мінімуму засобів. Твори Фелдмана спокійні і стримані: настрій зосередженості досягаються в них тривалими витриманими звуками і паузами, повільними темпами, тихою динамікою. Таким твором є його «Структури» для струнного квартету (1951). Прикладом статики, однакових структур з додаванням мінімальних змін є також «П'єси для фортепіано» (1963). Під впливом експериментальних методів Кейджа, Фелдман пише ряд творів з характерною невизначеністю нотації і виконавських складів. Такими є, наприклад, «Хор і оркестри I і II», «Розширення I-V» для фортепіано (скрипки або віолончелі), «Фортепіано і голоси I і II», «Тривалості I-V» для різних камерних складів, «Інтерсекції» для оркестру з магнітною стрічкою, «Інструменти» для камерного складу та інші.
Наприкінці 50-х і впродовж 60-х років Фелдман пише твори з визначеною висотою звука, але неозначеною тривалістю. Такий метод можна окреслити як несинхронізований час. Так партитура «П'єси для чотирьох фортепіано» (Piece for Four Pianos, 1957) репрезентує послідовність атональних акордів і кількох ізольованих тонів розміщених на нотному стані без тактових рисок. Чотири піаністи граюсь один і той самий текст, починаючи твір разом, однак кожен продовжує його грати в своєму власному темпі. Фелдман описує отриманий результат як «відлуння від ідентичного джерела звуку». Твір поділений на сегменти, що допомагає слухачеві почути нерегулярні відлуння між виконавцями.
Свою естетику Фелдман відстоював у численних есе, написаних протягом усього життя. Деякі з них цілком автобіографічні, навіть ностальгійні, як, наприклад, «Передавай мої вітання Восьмій вулиці» (Give My Regards to Eighth Street). В той час інші сповнені полемічних атак стосовно таких композиторів, як Булез і Штокгаузен, які, на думку Фелдмана, оперують в музиці лише логічними системами (есе «Тривога мистецтва», The Anxiety of Art ). В праці «Скалічена симетрія» (Crippled Symmetry) Фелдман описує свої композиційні методи і їх вплив на візуальні мистецтва.

## Список творів

### Сценічні твори
- Балет "Іксіон" (Ixion), для камерного ансамблю (1958; ред. для 2-ох фортепіано, 1960)
- Жоден (Neither), одноактна опера для сопрано і оркестру (1977)
- Семюель Беккет, Слова і музика (Samuel Beckett, Words and Music), для 2-ох флейт, вібрафону, фортепіано, скрипки, альта і віолончелі (1987)

### Для оркестру
- Панахида: Пам'яті Томаса Вольфе (Dirge: In Memory of Thomas Wolfe) (194?)
- Ювілей (Jubilee) (1943)
- Ніч (Night), для струнного оркестру (1943)
- Твір, для струнного оркестру (1945)
- Епізод (Episode), 1949
- Intersection 1, для симфонічного оркестру (1951)
- Marginal Intersection, для симфонічного оркестру (з генератором / плівкою) (1951)
- Out of 'Last Pieces' (1961)
- Структури для оркестру (Structures for Orchestra, 1962)
- У пошуках оркестрування (In Search of an Orchestration, 1967)
- On Time and the Instrumental Factor (1969)
- Струнний квартет і оркестр (1973)
- Оркестр (1976)
- The Turfan Fragments (1980)
- Coptic Light (1985)

### Для інструментів з оркестром
- Альт у моєму житті IV (The Viola in My Life IV), для альта з оркестром (1971)
- Віолончель і оркестр (1972)
- Фортепіано і оркестр (1975)
- Гобой і оркестр (1976)
- Флейта і оркестр (1978)
- Скрипка і оркестр (1979)

### Для голосу з оркестром
- Хор і оркестр 1, для сопрано, хору і оркестру (1971)
- Хор і оркестр (1972)
- Голос та інструменти для сопрано і оркестру (1972)
- Elemental Procedures для сопрано, хору і оркестру (1976)

### Камерно-інструментальні твори
- Твір, для валторни, челести і струнного квартету (19??)
- Соната, для скрипки і фортепіано (1945)
- Сонатина, для віолончелі і фортепіано (1946)
- Дві п'єси, для віолончелі і фортепіано (1948)
- Твір, для віолончелі і 2-ох фортепіано (1950)
- П'єса для скрипки і фортепіано (1950)
- Проєкція 2 (Projection 2), для флейти, труби, фортепіано, скрипки і віолончелі (1951)
- Проєкція 3 (Projection 3), для 2-ох фортепіано (1951)
- Проєкція 4 (Projection 4), для скрипки і фортепіано (1951)
- Проєкція 5 (Projection 5), для 3-ох флейт, труби, 2-ох фортепіано і 3-ох віолончелей (1951)
- Структури (Structures), для струнного квартету (1951)
- Твір, для віолончелі і фортепіано (1951)
- Музика до фільму "Jackson Pollock", для 2-ох віолончелей (1951)
- Extensions 1, для скрипки і фортепіано (1951)
- Extensions 4, для 3-ох фортепіано (1953)
- Extensions 5, для 2-ох віолончелей (1953)
- Intermission 6, для 1 або 2-ох фортепіано (1953)
- Одинадцять інструментів (Eleven Instruments), для камерного ансамблю (1953)
- Музика до фільму "Sculpture by Lipton" (1954)
- Твір, для флейти, бас-кларнета, фагота, валторни, труби, фортепіано і віолончелі (1954)
- Дві п'єси для 2-ох фортепіано (1954)
- Три п'єси для струнного квартету (1956)
- Дві п'єси для шістьох інструментів, для флейти, альтової флейти. валторни, труби, скрипки і віолончелі (1956)
- П'єса для 4-ох фортепіано (1957)
- Два фортепіано (1957)
- Твір для двох піаністів, для 2-ох фортепіано (1958)
- Два інструменти, для валторни і віолончелі (1958)
- Атлантида (Atlantis), для камерного ансамблю (1959)
- Arrangement of Tu Pauperum Refugium by Josquin des Prez, для камерного ансамблю (1960)
- Something Wild in the City: Mary Ann's Theme, для валторни, челести і струнного квартету (1960)
- Montage 2 on the Theme of "Something Wild", для джазового ансамблю (1960)
- Montage 3 on the Theme of "Something Wild", для джазового ансамблю (1960)
- Untitled Film Music, для флейти, валторни, тромбона, туби, ударних і контрабаса (1960)
- Гріх Ісуса (The Sin of Jesus (партитура до неназваного фільму)), для флейти, валторни, труби і віолончелі (1960)
- Тривалості 1 (Durations 1), для альтової флейти, фортепіано, скрипки і віолончелі (1960)
- Тривалості 2 (Durations 2), для віолончелі і фортепіано (1960)
- П'єса для семи інструментів, для флейти, альтової флейти, труби, валторни, тромбона. скрипки і віолончелі (1960)
- Тривалості 3 (Durations 3), для скрипки, туби і фортепіано (1961)
- Тривалості 4 (Durations 4), для вібрафона, скрипки і віолончелі (1961)
- Дві п'єси для кларнета і струнного квартету (1961)
- Тривалості 5 (Durations 5), для валторни, вібрафона, арфи, фортепіано або челести, скрипки і віолончелі (1961)
- The Straits of Magellan, для флейти, валторни, труби, арфи, електричної гітари. фортепіано і контрабаса (1961)
- Merce, для перкусії, фортепіано або челести (1963)
- Твір, для перкусії і челести (1963)
- De Kooning, для валторни, перкусії. фортепіано, скрипки і віолончелі (1963)
- Вертикальне мислення 1 (Vertical Thoughts 1), для 2-ох фортепіано (1963)
- Вертикальне мислення 2 (Vertical Thoughts 2), для скрипки і фортепіано (1963)
- Король Данії (The King of Denmark), для перкусії (1964)
- Номери (Numbers), для камерного ансамблю (1964)
- Чотири інструменти, для дзвонів, фортепіано. скрипки і віолончелі (1965)
- Дві п'єси для трьох фортепіано (1966)
- Перші принципи (First Principles), для камерного ансамблю (1967)
- Хибні стосунки і затяжний кінець (False Relationships and the Extended Ending), для тромбона, 3-ох фортепіано, дзвонів, скрипки і віолончелі (1968)
- Samoa, для флейти, валторни, труби, тромбона, арфи, вібрафона, фортепіано і віолончелі (1968)
- Between Categories, для 2-ох фортепіано, 2-ох дзвонів, 2-ох скрипок і 2-ох віолончелей (1969)
- Madame Press Died Last Week at Ninety, для камерного ансамблю (1970)
- Альт в моєму житті 1 (The Viola in My Life 1), для альта, флейти, перкусії, фортепіано, скрипки і віолончелі (1970)
- Альт в моєму житті 2 (The Viola in My Life 2), для альта, флейти, кларнета, перкусії, челести, скрипки і віолончелі (1970)
- Альт в моєму житті 3 (The Viola in My Life 3), для альта і фортепіано (1970)
- Три кларнети. віолончель і фортепіано (1971)
- П'ять фортепіано (1972)
- Тріо для флейт, для 3-ох флейт (1972)
- Half a Minute It's All I've Time For, для кларнетап, тромбона. фортепіано і віолончелі (1972)
- For Stockhausen, Cage, Stravinsky and Mary Sprinson, для віолончелі і фортепіано (1972)
- For Frank O'Hara, флейти, кларнета, перкусії, фортепіано, скрипки і віолончелі (1973)
- Інструменти 1, для альтової флейти, гобоя, тромбона, перкусії і челести (1974)
- Інструменти 2, для камерного ансамблю (1975)
- Чотири інструменти, для фортепіано, скрипки, альта і віолончелі (1975)
- Routine Investigations, для гобоя, труби, фортепіано, альта, віолончелі і контрабаса(1976)
- Інструменти 3, для флейти, гобоя і перкусії (1977)
- Spring of Chosroes, для скрипки і фортепіано (1977)
- Why Patterns?, для флейти, перкусії і фортепіано (1978)
- Струнний квартет (1979)
- Тріо, для скрипки, віолончелі і фортепіано (1980)
- Patterns in a Chromatic Field/Untitled Composition For Cello And Piano, для віолончелі і фортепіано (1981)
- Бас-кларнет і ударні, для бас-кларнета, тарілок і гонгів (1981)
- Для Джона Кейджа (For John Cage), для скрипки і фортепіано (1982)
- Crippled Symmetry, для флейти, перкусії і фортепіано (1983)
- Струнний квартет II (1983)
- Кларнет і струнний квартет (1983)
- For Philip Guston, для флейти, перкусії, фортепіано або челести (1984)
- Скрипка і струнний квартет (1985)
- Фортепіано і струнний квартет (1985)
- For Christian Wolff, для флейти, фортепіано або челести (1986)
- For Samuel Beckett, для 23 інструментів (1987)
- Фортепіано, скрипка, альт, віолончель (1987)

### Камерно-вокальні твори
- I Loved You Once, для голосу і струнного квартету (194?)
- Journey to the End of the Night, для сопрано, флейти, кларнета, бас-кларнета і контрабаса (1947)
- Втрачена любов (Lost Love), для голосу і фортепіано (1949)
- Four Songs to e. e. cummings, для сопрано, фортепіано і віолончелі (1951)
- Три приманні пісні і Інтерлюдія (Three Ghostlike Songs and Interlude), для голосу, тромбона. фортепіано і альта (1951)
- Вітер (Wind), для голосу і фортепіано (1950)
- The Swallows of Salangan, для хору і камерного ансамблю (1960)
- Інтервали (Intervals), для бас-баритона, тромбона, ударних, вібрафона і віолончелі (1961)
- Followe Thy Faire Sunne, для голосу і трубчастих дзвонів (1962)
- For Franz Kline, для сопрано, валторни, дзвонів, фортепіано, скрипки і віолончелі (1962)
- Пісні О'Хари (The O'Hara Songs), для бас-баритона, дзвонів, фортепіано, скрипки, альта і віолончелі (1962)
- Вертикальне мислення 3, для сопрано і камерного ансамблю (1963)
- Вертикальне мислення 5, для сопрано, туби, ударних, челести і скрипки (1963)
- Rabbi Akiba, для сопрано і камерного ансамблю (1963)
- Хор та інструменти, для хору та камерного ансамблю (1963)
- Хор та інструменти II, для хору, туби і дзвонів (1967)
- Твір, для голосу, кларнета, віолончелі і контрабаса (1970)
- Rothko Chapel, для сопрано, альта, хору, перкусії, челести і альта (1970)
- I Met Heine on the Rue Fürstenberg, для жіночого голосу і камерного ансамблю (1971)
- Фортепіано і голоси, для 5-и сопрано і 5-и фортепіано (1972)
- Голоси та інструменти, для камерного ансамблю і хору (1972)
- Голоси та інструменти' 2, для 3-ох голосів, флейти, 2-ох віолончелей і контрабаса (1972)
- Голоси і віолончель, для 2-ох жіночих голосів і віолончелі (1973)
- Голос та інструменти 2, для жіночого голосу, кларнета, віолончелі і контрабаса (1974)
- Голос, скрипка і фортепіано, для жіночого голосі, скрипки і фортепіано (1976)
- Arrangement of Weill/Brecht Alabama Song, для контрабаса, голосу ad lib, 2-ох саксофонів, труби, тромбона, марімби і фортепіано (1984)
- For Stefan Wolpe, для хору і 2-ох вібрафонів (1986)

### А cappella
- Лише (Only), для голосу (1947)
- Крістіан Вольф у Кембриджі (Christian Wolff in Cambridge), для хору a cappella (1963)
- Три голоси, для сопрано (дві попередньо записані партії і одна наживо), або для 3-ох сопрано (1982)

### Для інструментів соло

##### Для фортепіано
- [Твір] (194?)
- Перша фортепіанна соната [(Для Белли Барток)] (1943)
- Прелюдія (1944)
- Особистий портрет (1945)
- Ілюзії (1948)
- Для Синтії (For Cynthia) (195?)
- Три танці (1950)
- Два антракти (Two Intermissions) (1950)
- Природні п'єси (Nature Pieces) (1951)
- Антракт 3 (Intermission 3) (1951)
- Варіації (1951)
- Перетин 2 (Intersection 2) (1951)
- Антракт 4 (Intermission 4) (1952)
- Антракт 5 (Intermission 5) (1952)
- Розширення 3 (Extensions 3) (1952)
- Фортепіанна п'єса 1952 (1952)
- Перетин + (Intersection +) (1953)
- Перетин 3 (Intersection 3) (1953)
- Антракт (Intermission 6, для 1 або 2-ох фортепіано, 1953)
- Три п'єси для фортепіано (1954)
- Фортепіанна п'єса 1955 (1955)
- Фортепіанна п'єса 1956 A (1956)
- Фортепіанна п'єса 1956 B (1956)
- Фортепіано в 3-и руки (1957)
- Фортепіано в 4-и руки (1958)
- Останні твори (1959)
- Фортепіанна п'єса (to Philip Guston) (1963)
- Вертикальне мислення 4 (1963)
- Фортепіанна п'єса 1964 (1964)
- Фортепіано (1977)
- Triadic Memories (1981)
- For Bunita Marcus (1985)
- Palais de Mari (1986)

##### Для інших інструментів
- Проєкція 1 (Projection 1), для віолончелі (1950)
- Перетин 4 (Intersection 4), для віолончелі (1953)
- Можливість нової творчості для електричної гітари (The Possibility of a New Work for Electric Guitar, оригінальна партитура втрачена, віднайдений лише запис, 1966)
- Головний звук (Principal Sound), для органу (1980)
- Аарону Копланду (For Aaron Copland), для скрипки (1981)
- [Твір], для скрипки (1984)
- Дуже коротка п'єса для труби (1986)

### Електронна музика
- Перетин для магнітної плівки, 8 треків записаних на магнітній плівці (1953)